# Veľký Inovec
Veľký Inovec (901 m n.p.m.; pol. Wielki Inowiec) – szczyt w Centralnych Karpatach Zachodnich na Słowacji, najwyższy w grupie górskiej Hrońskiego Inowca.

## Położenie
Leży w centralnej części grupy, w jej głównym grzbiecie. Po stronie zachodniej przez płytką przełęcz sąsiaduje z nim Malý Inovec (870 m n.p.m.).

## Charakterystyka
Szczyt tworzy rozległe spłaszczenie grzbietu wysokości 860–880 m n.p.m., rozciągnięte w osi północ-południe, które w części południowej wieńczy andezytowy masyw skalny – pozostałość po dawnym strumieniu lawowym. Szczyt jest w większości porośnięty lasem.

## Turystyka
Masyw Wielkiego Inowca jest dostępny znakowanymi szlakami turystycznymi z szeregu miejscowości położonych na obrzeżu gór. Węzeł szlaków znajduje się na pn.-zach. od wierzchołka, nieco poniżej schroniska turystycznego Chata Inovec. Najłatwiejszy dostęp zapewniają szlak niebieski ze wsi Veľká Lehota (1 godz. 45 min.) i szlak czerwony (dalekobieżna Rudná magistrála) z osady Bukovina (część miasta Nová Baňa; 2 godz.). Na wierzchołek wiedzie krótki, znakowany łącznik od przebiegającej nieco poniżej Rudnéj magistráli.
Ze szczytu ograniczone widoki, obejmujące fragmentarycznie grupy górskie Ptacznika, Małej i Wielkiej Fatry, Niżnych Tatr i Gór Szczawnickich. W kierunku południowym widoczna jest część Niziny Naddunajskiej, a przy sprzyjającej widoczności – nawet węgierski Ostrzyhom nad Dunajem.
Skalne ścianki wierzchołkowego spiętrzenia góry stanowią interesujący teren dla wspinaczki skałkowej.